# Songs to No One 1991-1992
Songs to No One 1991-1992 kompilacijski je album američkog glazbenika Jeffa Buckleya i Garya Lucasa, koji izlazi u listopadu 2002.g. Album sadrži materijal iz kućnog studija i uživo izvedbe koje su dvije godine u suradnji po raznim klubovima izvodili Jeff Buckley i Gary Lucas. Nakon obrade skladbe su snimljene i objavljene kao postumno izdanje.

## Popis pjesama
1. "Hymne à l'Amour" 11:34
2. "How Long Will It Take" 5:14
3. "Mojo Pin" 5:42
4. "Song To No One" 3:43
5. "Grace (Studijski demo)" 4:19
  - Bas gitara - Jared Nickerson
  - Bubnjevi - Tony Lewis
6. "Satisfied Mind" 3:31
  - Gitara - Bill Frisell
7. "Cruel" 5:32
  - Bas gitara - Tony Maimone
  - Bubnjevi - Anton Fier
8. "She Is Free" 4:38
  - Bas gitara - Tony Sherr
  - Bubnjevi - Kenny Wollensen
  - Orgulje - Brian Mitchell
  - Bariton saksofon - Briggan Krauss
  - Truba - Steven Bernstein
9. "Harem Man" 5:36
10. "Malign Fiesta" 4:27
  - Bas gitara - Tony Maimone
  - Bubnjevi - Anton Fier
11. "Grace (uživo)" 6:25

## Produkcija
Producenti
- Gary Lucas - skladbe: 1 i 5, 8, 9, 11
- Jeff Buckley - skladbe: 1 i 5, 8, 9, 11
- Nicholas Hill - skladbe: 6, 7, 10

## Vanjske poveznice
- discogs.com - Jeff Buckley & Gary Lucas - Songs To No One 1991-1992